# هواوون
هواوون (بالهانغل: 화원، وبالهانجا: 畵員) هو مصطلح يشير إلى فناني الحكومة في عهد مملكة جوسون. المصطلح يضم الرسامين بمختلف رتبهم وهي: «سونهوا»، و«سونهوي»، و«هواسا»، و«هويسا».